# Lagimodière (circonscription électorale provinciale)
Circonscription électorale provinciale du Canada
Lagimodière est une circonscription électorale provinciale du Manitoba (Canada).
Le nom proviendrait du boulevard Lagimodière qui traverse la circonscription et donc le nom rappelle le pionnier de Saint-Boniface, Jean-Baptiste Lagimodière.
Créée lors du redécoupage de 2018, cette circonscription est issue de Southdale et de petites parts de Radisson, Saint-Vital et de Rivière-Seine.

## Liste des députés
| Lagimodière | Lagimodière   | Lagimodière               | Lagimodière    | Lagimodière | Lagimodière |
| Nom         | Nom           | Parti                     | Mandat         | Législature |             |
| ----------- | ------------- | ------------------------- | -------------- | ----------- | ----------- |
|             | Andrew Smith  | Progressiste-conservateur | 2019 - 2023    | 42e         |             |
|             | Tyler Blashko | Néo-démocrate             | 2023 - présent | 43e         |             |